# Sventura
Sventura (Doomed) è un romanzo fantasy dello scrittore statunitense Chuck Palahniuk, pubblicato nel 2013, sequel del romanzo Dannazione.

## Edizioni
- (EN) Chuck Palahniuk, Doomed, 1ª ed., Jonathan Cape, 2013, ISBN 9780224091176.
- Chuck Palahniuk, Sventura, collana Strade Blu, Arnoldo Mondadori Editore, 2014,  p. 336, ISBN 978-88-52-05542-3.